# Серакаприола
Серакаприола (итал. Serracapriola) је насеље у Италији у округу Фођа, региону Апулија.
Према процени из 2011. у насељу је живело 3652 становника. Насеље се налази на надморској висини од 265 м.

## Становништво
Према резултатима пописа становништва 2011. у општини је живело 4.069 становника.
| 1931. | 1936. | 1951. | 1961. | 1971. | 1981. | 1991. | 2001. | 2011. |
| ----- | ----- | ----- | ----- | ----- | ----- | ----- | ----- | ----- |
| 7.151 | 7.703 | 8.462 | 8.097 | 6.268 | 5.700 | 5.237 | 4.356 | 4.069 |